# Съдебни хроники
„Съдебни хроники“ е български 6-сериен телевизионен игрален филм (криминален) от 1990-1993 години на режисьора Пламен Масларов, по сценарий на Ицхак Финци и Пламен Масларов. Оператор е Стефан Костов. Музиката във филма е композирана от Стефан Димитров. Редактор Иван Панайотов, а художник на филма е Анна Лъскова.

## Серии
- 1. серия – „Дело за убийство“ – 22 минути
- 2. серия – „Корозия“ – 22 минути
- 3. серия – „Двойният грях“ – 22 минути
- 4. серия – „Неочаквана следа“ – 25 минути
- 5. серия – „Митницата“ – 26 минути
- 6. серия – „Виновният“ – 28 минути [1].

## Актьорски състав
| Изпълнител         | Роля                               |
| ------------------ | ---------------------------------- |
| Ицхак Финци        | адвокатът / съдията / следователят |
| Бетина Чампоева    | телевизионна водеща в (4-та серия) |
| Владимир Гаделев   | зетят в (6-а серия)                |
| Николай Костадинов | бащата в (6-а серия)               |
| Светла Иванова     | младата жена в (6-а серия)         |
| Надя Тодорова      |                                    |
| Васил Банов        | митничараят в (5-а серия)          |